# Caterina Accame
La Caterina Accame era un veliero costruito per la Società Armatrice "Fratelli Accame" nel Cantiere Navale Ansaldo S.p.a. di Sestri Ponente.
La sua caratteristica principale era lo scafo in acciaio.
Era una nave mercantile utilizzata principalmente per il trasporto del grano dalla California all'Europa battendo molti primati di velocità su queste rotte.
Disalberata da un violento fortunale nel Golfo del Leone, riuscì giungere a Genova con vele di fortuna (20 aprile 1914). Fu in seguito venduta e demolita.
Viene citata nel diario di guerra del soldato Felice Fossati le cui pagine sono state raccolte e curate dal figlio Rino Sergio Fossati e pubblicate dalla Nordpress Edizioni srl di Chiari Brescia con il titolo Diario di guerra Dalla Libia all'Isonzo 1913-1919 in cui la carboniera (così veniva definita dal Fossati) salpò dal porto di Cagliari il 12 dicembre 1913 alle 9 di mattina carica di soldati con destinazione la Libia per il fronte in Libia.